# Sadio Mané
Sadio Mané (Sédhiou, 10 d'abril de 1992) és un futbolista senegalès que actualment juga d'extrem i davanter al club saudita Al-Nassr i a la selecció senegalesa.

## Carrera

### Equips

#### Metz i Salzburg
Va començar la seva carrera professional amb el conjunt francès del Metz a la Ligue 2; arran del descens de l'equip, a principis de la temporada 2012-2013 es va traslladar a Salzburg (per 4 milions d'euros), equip de la màxima categoria austríaca; el 30 de setembre de 2012 va marcar un doblet en el partit guanyat per 3-2 contra Sturm Graz: aquests són els seus primers gols amb la samarreta nova i els seus dos primers gols en la seva carrera.

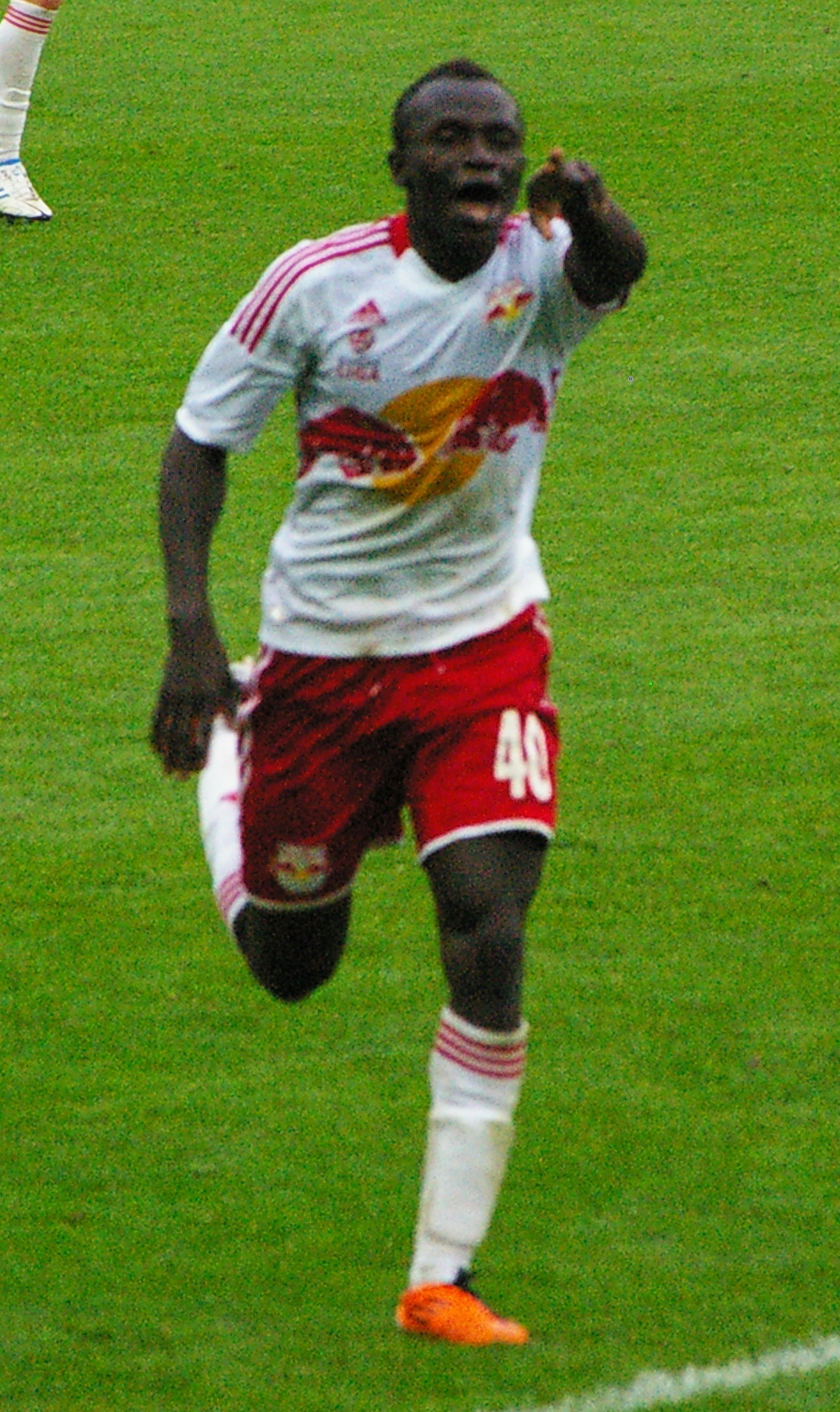
Mané amb Salzburg el 2012

El 15 de desembre de 2012 va marcar tres gols en el partit que va guanyar contra Mattersburg: aquest va ser el seu primer hat-trick de la seva carrera. Tanca la seva primera temporada amb l'equip austríac amb 16 gols en 26 partits de Lliga; l'equip tanca el campionat en segona posició de la classificació, classificant-se així per als preliminars de la propera edició de la Champions.
Comença la temporada 2013-2014 marcant un gol en el partit de la Copa d'Àustria guanyat 9-0 a l'Union St. Florian. En la mateixa temporada també va debutar a les copes d'Europa, jugant els dos partits jugats pel seu equip a la preliminar de la Champions contra els turcs de Fenerbahçe SK. Més tard, el 22 d'agost del mateix any, també va marcar el seu primer gol en competicions europees, en el partit de playoff de l'Europa League, que va guanyar per 5-0 contra els lituans Zalgiris; surt al camp com a titular també en el partit de tornada, el 30 d'agost següent, i en els dos primers partits de la fase de grups, tancat pel seu equip amb tantes victòries.

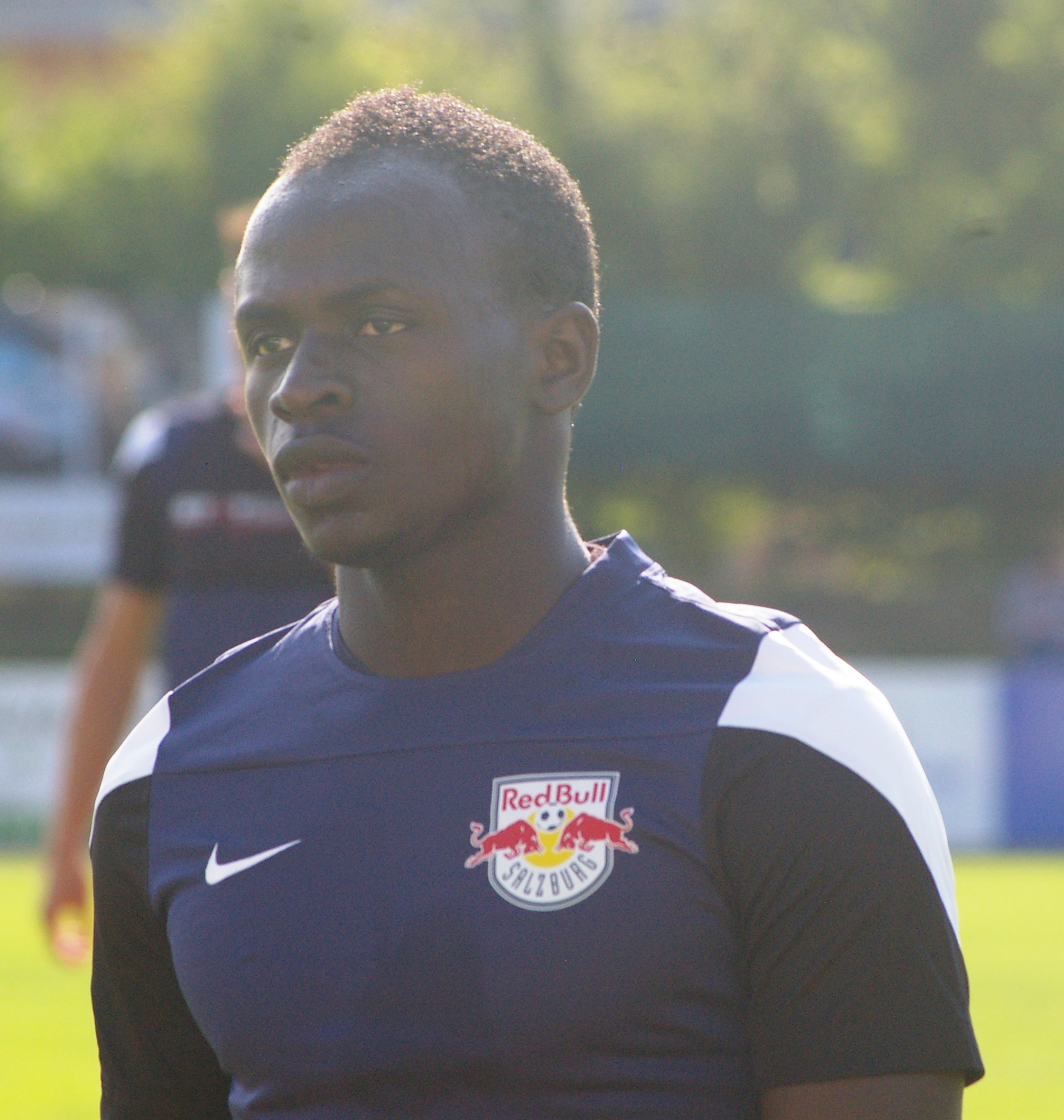
Mané amb Salzburg el 2014

Va marcar el seu primer gol al campionat 2013-2014 el 22 de setembre, en la novena jornada. El 12 de desembre va marcar un doblet en la sisena i última jornada de la fase de grups de la Lliga Europa en una victòria per 3-0 contra l'Esbjerg; aquest és el seu primer doblet de la seva carrera en copes d'Europa. Després va marcar un gol a l'anada i un a la tornada contra l'Ajax als vuitens de final. Tanca la temporada amb 13 gols en 33 jornades de Lliga, que guanya el seu equip, i amb 5 gols en 4 partits a la Copa d'Àustria.

#### Southampton
El 31 d'agost de 2014 es va incorporar a Southampton per uns 23 milions d'euros. El 23 de setembre següent va debutar amb la samarreta nova, en el partit de la Capital One Cup guanyat 2-1 contra l'Arsenal. Quatre dies després també va debutar a la Premier League, en una victòria per 2-1 contra el QPR.

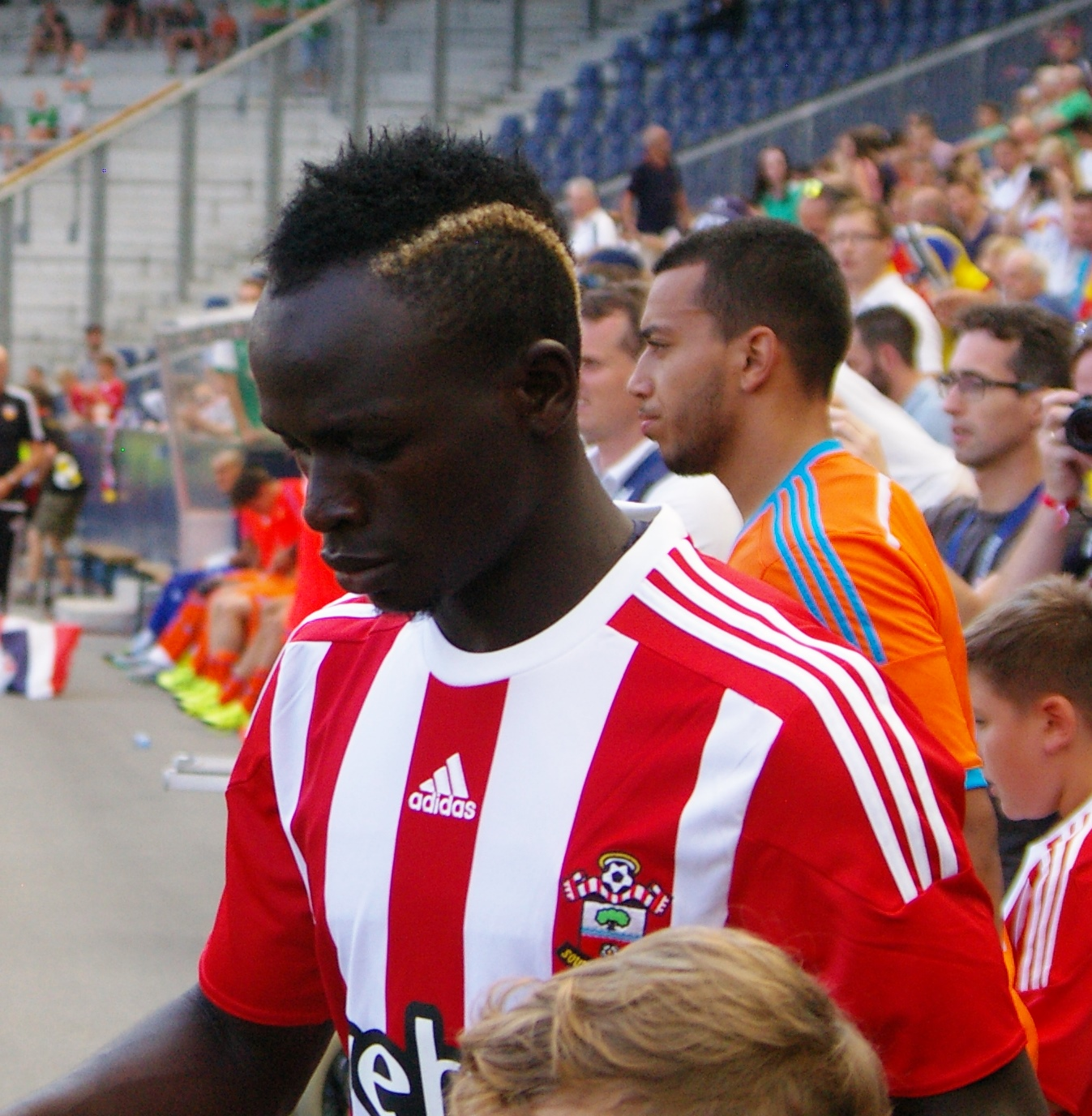
Mané amb el Southampton el 2015

El 18 d'octubre va marcar el seu primer gol amb els Saints, en una victòria per 8-0 contra el Sunderland. El 16 de maig de 2015, en el partit de lliga contra l'Aston Villa (6-1), va marcar tres gols en només 2 minuts i 56 segons, aconseguint així el hat-trick més ràpid de la història de la Premier League. L'1 de maig va aconseguir un altre hat-trick en el partit guanyat per 4-2 contra el Manchester City.

#### Liverpool
El 28 d'agost de 2016 va ser comprat pel conjunt anglès del Liverpool FC per 41,2 milions d'euros, convertint-se en el futbolista africà més ben pagat de tots els temps. Va debutar amb els vermells el 14 d'agost, marcant el gol decisiu de la victòria a l'Arsenal. Al campionat també marca dos gols a Watford i Tottenham. Durant la temporada 2017-2018 contribueix, amb 10 gols en 13 partits, a la consecució de la final de la Champions, derrotada per 3-1 contra els espanyols del Reial Madrid (i en que havia marcat el gol de l'1-1 momentani dels vermells), i en el qual es va convertir en el líder tècnic de l'equip a causa de la lesió de Mohamed Salah a la primera meitat.

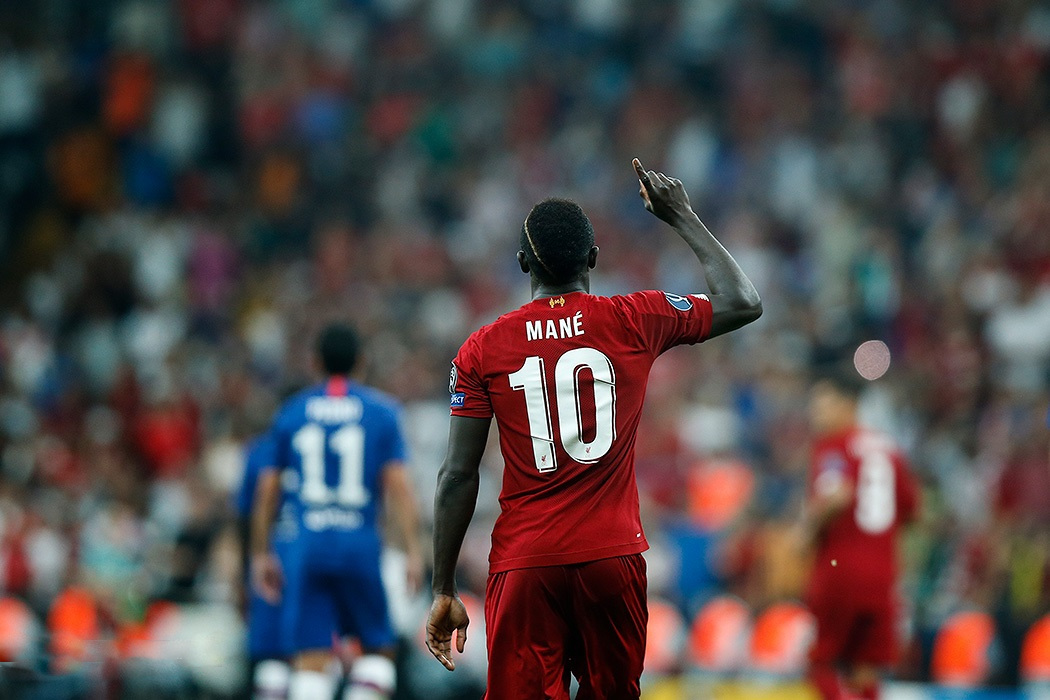
Mané amb el Liverpool a la Supercopa d'Europa 2019

El 13 de març de 2019, en la mateixa competició, va ser decisiu per al pas als quarts de final, marcant dos gols contra el FC Bayern de Múnic. Després d'haver arribat a l'acte final per segona temporada consecutiva, l'equip anglès va guanyar el títol europeu en vèncer als compatriotes Tottenham per 2-0. L'èxit en el camp continental qualifica els vermells per a la Supercopa d'Europa, on el senegalès marca un doblet davant el Chelsea FC: el Liverpool s'emporta llavors el trofeu als penals, després del 2-2 obtingut al final de la pròrroga.

#### Bayern de Múnic
Va romandre a Merseyside durant sis temporades, i el 22 de juny de 2022 va deixar els Reds per traslladar-se al Bayern Mònaco a partir de l'1 de juliol següent. El 30 de juliol, va debutar amb els bavaresos a la Supercopa d'Alemanya guanyada per 5-3 contra el Leipzig. El 21 d'agost, va marcar el seu primer doblet a la Bundesliga en la victòria a casa per 7-0 contra el Bochum. El 14 d'abril de 2023, va ser suspès per l'equip de Baviera després de donar un cop de puny al seu company d'equip Leroy Sané després de la derrota per 3-0 contra el Manchester City a la Lliga de Campions.

#### Al-Nassr
El 1 d'agost de 2023, el club de la Saudi Pro League Al Nassr va anunciar la signatura de Mané.

## Palmarès
Red Bull Salzburg
- 1 Lliga austríaca: 2013-14
- 1 Copa austríaca: 2013-14

Liverpool FC
- 1 Campionat del Món de Clubs: 2019
- 1 Lliga de Campions de la UEFA: 2018-19
- 1 Supercopa d'Europa: 2019
- 1 Premier League: 2019-20
- 1 Copa anglesa: 2021-22
- 1 Copa de la Lliga anglesa: 2021-22

FC Bayern de Múnic
- 1 Bundesliga: 2022-23
- 1 Supercopa alemanya: 2022

Al-Nassr
- 1 Campionat Àrab: 2023

Selecció senegalesa
- 1 Copa d'Àfrica de Nacions: 2021